# Trial by Fire
Trial by Fire är ett musikalbum från 1996 av den amerikanska rockgruppen Journey. Albumet är gruppens tionde studioalbum och det första som släpptes på tio år efter 1986 års Raised on Radio. Trial by Fire blev det sista albumet med Steve Perry som sångare.

## Låtlista
Alla låtar är skrivna och komponerade av Neal Schon, Jonathan Cain och Steve Perry om ej annat anges. 
| Nr  | Titel | Längd |
| --- | --- | ----- |
| 1.  | Message of Love (Schon, Cain, Perry, John Bettis)                                                                             | 5:34  |
| 2.  | One More | 5:28  |
| 3.  | When You Love a Woman | 4:07  |
| 4.  | If He Should Break Your Heart                                                                                                 | 4:23  |
| 5.  | Forever in Blue | 3:35  |
| 6.  | Castles Burning | 6:00  |
| 7.  | Don't Be Down on Me Baby | 4:01  |
| 8.  | Still She Cries | 5:04  |
| 9.  | Colors of the Spirit (Schon, Cain, Perry, Bettis)                                                                             | 5:41  |
| 10. | When I Think of You (Cain, Perry)                                                                                             | 4:21  |
| 11. | Easy to Fall | 5:15  |
| 12. | Can't Tame the Lion | 4:32  |
| 13. | It's Just the Rain | 5:19  |
| 14. | Trial By Fire | 4:41  |
| 15. | Baby I'm Leaving You (Dolt spår)                                                                                              | 2:49  |
| 16. | I Can See It in Your Eyes (Ursprungligen enbart bonusspår på den japanska utgåvan, senare inkluderad på 2006 års återutgåva.) | 4:12  |

## Medverkande
- Neal Schon - sologitarr, sång, producent
- Steve Perry - solosång, huvudproducent
- Jonathan Cain - klaviatur, kompgitarr, sång, producent
- Steve Smith - trummor och slagverk, producent
- Ross Valory - bas, sång, producent

med
- Paulinho Da Costa - slagverk

## Listplaceringar
| År   | Lista                  | Placering | Ref   |
| ---- | ---------------------- | --------- | ----- |
| 1996 | Billboard 200 (USA)    | 3         | [ 2 ] |
| 1996 | Japanska albumlistan   | 6         | [ 3 ] |
| 1996 | RPM100 Albums (Kanada) | 16        | [ 4 ] |
| 1996 | Sverigetopplistan      | 24        | [ 5 ] |
| 1996 | German Albums Chart    | 62        | [ 6 ] |
| 1996 | GfK Dutch Charts       | 89        | [ 7 ] |